# 林季瓊
林季瓊（1470年—？），字時獻，号他石，福建兴化府莆田县人，民籍，明朝政治人物。

## 生平
弘治十一年（1498年）戊午科福建鄉試第六名舉人。弘治十二年（1499年）中式己未科會試第三十六名，三甲第一百七十五名進士。授揚州府推官，正德二年（1507年）六月选授河南道试監察御史，七年浙江巡盐，十年四月考察去職。

## 家族
曾祖林真寶；祖林羔；父林智，教授。嫡母趙氏；生母张氏。慈侍下。兄仲瞻、季雲。